# 赤淵神社
赤淵神社（あかぶちじんじゃ）は、兵庫県朝来市和田山町枚田にある神社。

## 社名
舒明天皇の時、嫡孫・日下部宿禰が但馬国造に任じられた。始祖の赤淵足尼神を崇め祠を造って、内高山に祀ったことが、赤淵神社の起こりとされる。

## 歴史
社伝によると、継体天皇25年（507年）創建。室町時代初期に本殿が建てられ、天正2年（1574年）八木城主・八木豊信により、社殿を再建。神主はおらず、祭事は神渕寺の僧が執行していたとされる。保存されている棟札によって、元和8年（1622年）、正保5年（1648年）、寛文5年（1665年）、元禄7年（1694年）、元文5年（1740年）、宝暦10年（1760年）、天明5年（1785年）に改修されたことが判明している。昭和45年（1970年）に本殿が国の重要文化財の指定を受けた。平成3年（1991年）に文化庁の補助によって本殿と履屋が大改修された。社殿の修理の度に遷宮が行われていたが、天明5年（1785年）に上屋が新築されてから遷宮が廃れた。

## 大化の新羅の賊
赤淵神社に伝承する『神社略記』によると、大化元年（645年）に表米宿禰命（ひょうまいすくね）が丹後・白糸の浜に来襲した新羅の賊を討伐した。沈没しかけた船を、大海龍王が、アワビの大群を用いて救ったと伝わる。赤淵神社は日下部氏が奉祭する。

## 神渕寺
赤淵神社の神宮寺として建てられ、赤淵神社の祭祀を司っており、一時、廃れていたが、僧侶宥快が室町時代中期に真言宗神渕寺として復興した。以後、住持は26代続いたが明治政府の神仏判然令による打撃を受け、明治42年（1909年）住持探源の死去により以後、建物と名籍だけになった。

## 勅使門
- 1799年（寛政11年）神渕寺21世住持祐照の時、547名の個人と102の村々の団体の寄付によって再建された。

## 山門
- 1830年（文政13年）神渕寺23世住持尭詮の時、763名の個人と82の村々の団体の寄付によって再建された。